# Codi ATC H01
El  codi ATC H01, descrit com Hormones hipofisiàries i hipotalàmiques i seus anàlegs, és una subgrup terapèutic de l'Anatomical, Therapeutic, Chemical Classification System (ATC). La classificació ATC és un sistema de codis alfanumèric desenvolupat per l'Organització Mundial de la Salut (OMS) per als fàrmacs i altres productes sanitaris. El subgrup H01 és part del grup anatòmic H Preparats hormonals sistèmics excepte hormones sexuals i insulines.

Els codis per a ús veterinari (codis ATCvet) poden han estat creats afegint la lletra Q davant dels codis ATC humans: QH01... 
Les adaptacions estatals de la classificació ATC poden incloure codis addicionals no presents en aquesta llista, que segueix la versió de l'OMS.

## H01A Hormones del lòbul anterior de la hipòfisi i seus anàlegs
H01A A ACTH
H01A B Tirotropina
H01A C Somatotropina i anàlegs

## H01B Hormones del lòbul posterior de la hipòfisi
H01B A Vasopressina i anàlegs
H01B B Oxitocina i anàlegs

## H01C Hormones hipotalàmiques
H01C A Hormones alliberadores de gonadotropina
H01C B Inhibidors de l'hormones de creixement
H01C C Inhibidors de les hormones alliberadores de gonadotropina